# Клаудія Тімм
Клаудія Тімм (нім. Claudia Timm; нар. 5 квітня 1973) — колишня німецька тенісистка.
Найвищу одиночну позицію світового рейтингу — 330 місце досягла 23 жовтня 1995, парну — 301 місце — 7 червня 1993 року.
Здобула 1 одиночний та 3 парні титули.

## Фінали ITF

### Одиночний розряд: 4 (1–3)
| Результат | Ранг | Дата            | Турнір                   | Покриття | Суперниця        | Рахунок            |
| --------- | ---- | --------------- | ------------------------ | -------- | ---------------- | ------------------ |
| Поразка   | 1.   | 28 вересня 1992 | ITF Афіни, Греція        | Ґрунт    | Ріта Куті-Кіш    | 3–6, 3–6           |
| Поразка   | 2.   | 1 серпня 1994   | ITF Дублін, Ірландія     | Ґрунт    | Каролін Туар     | 4–6, 3–6           |
| Перемога  | 1.   | 22 травня 1995  | ITF Ратцебург, Німеччина | Ґрунт    | Сандра Клезель   | 7–6(9–7), 7–6(9–7) |
| Поразка   | 3.   | 26 червня 1995  | ITF Бостад, Швеція       | Ґрунт    | Анніка Ліндстедт | 1–6, 4–6           |

### Парний розряд: 6 (3–3)
| Результат | Ранг | Дата            | Турнір                   | Покриття | Партнерка                 | Суперниці                             | Рахунок       |
| --------- | ---- | --------------- | ------------------------ | -------- | ------------------------- | ------------------------------------- | ------------- |
| Поразка   | 1.   | 14 вересня 1992 | ITF Хайфа, Ізраїль       | Тверде   | Генріке Кадзідрога        | Яел Сегал Ванесса Маттіс              | 7–5, 0–6, 2–6 |
| Перемога  | 1.   | 25 січня 1993   | ITF Бостад, Швеція       | Килим    | Міхаела Зайболд           | Christine Goy Ванесса Маттіс          | 6–2, 5–7, 6–2 |
| Перемога  | 2.   | 10 травня 1993  | ITF Барселона, Іспанія   | Ґрунт    | Кончіта Мартінес Гранадос | Ана Салас Лосано Марія Фернанда Ланда | 7–5, 1–6, 6–2 |
| Поразка   | 2.   | 25 вересня 1994 | ITF Варна, Болгарія      | Тверде   | Галина Димитрова          | Дора Джилянова Десислава Топалова     | 3–6, 5–7      |
| Перемога  | 3.   | 22 травня 1995  | ITF Ратцебург, Німеччина | Ґрунт    | Баркан Неллі              | Аманда Гопманс Анна Лінкова           | 6–2, 6–1      |
| Поразка   | 3.   | 26 червня 1995  | ITF Бостад, Швеція       | Ґрунт    | Sandra Olsen              | Karolina Bakalarová Яна Лубасова      | 3–6, 2–6      |